# American Kickboxing Academy
L’American Kickboxing Academy (AKA) è un'accademia di sport da combattimento principalmente nota per le arti marziali miste, fondata a metà degli anni ottanta da Javier Mendez, con sede a San Jose, Stati Uniti.
L'AKA ebbe i più illustri allenatori della storia dell'MMA, come il maestro di jiu jitsu brasiliano Leandro Vieira, Bob Cook, Derek Yuen e Andy Fong. Gli allenamenti previsti nelle palestre del team includevano un incremento nel jiu jitsu brasiliano, nella Muay Thai, nella lotta e nella boxe.

## Controversie con la Ultimate Fighting Championship
Nel 2008, l'AKA fu coinvolta in una disputa con il presidente della Ultimate Fighting Championship Dana White per ottenere l'autorizzazione di inserire i lottatori all'interno del videogame della UFC. Infatti molti membri dell'accademia, che aveva firmato un contratto con la promozione come il campione dei pesi massimi UFC Cain Velasquez, Jon Fitch, Christian Wellisch e Josh Koscheck rifiutarono di firmare il contratto per essere appunto inseriti come personaggi giocabili del gioco, ciò portò la UFC a recidere i contratti con i lottatori. Successivamente, dopo solo 24 ore, la UFC sistemò la situazione facendogli firmare un nuovo contratto.

## Atleti di rilievo
- Cain Velasquez - Ex campione dei pesi massimi UFC
- Frank Shamrock - ex campione dei pesi mediomassimi UFC e WEC e dei pesi medi Strikeforce
- Andrei Arlovski - ex campione dei pesi massimi UFC
- B.J. Penn - ex campione dei pesi welter e dei pesi leggeri UFC
- Sean Sherk - ex campione dei pesi leggeri UFC
- Takanori Gomi - ex campione dei pesi leggeri Pride e Shooto Japan
- Josh Thomson - ex campione dei pesi leggeri Strikeforce
- Daniel Cormier - ex campione dei pesi mediomassimi UFC, ex campione dei pesi massimi UFC ex campione dei pesi massimi Strikeforce, KOTC e Xtreme MMA
- Muhammed Lawal - ex campione dei pesi mediomassimi Strikeforce
- Luke Rockhold - ex campione dei pesi medi Strikeforce, ex campione dei pesi medi UFC
- Cung Le - ex campione dei pesi medi Strikeforce
- Jake Shields - ex campione dei pesi medi Strikeforce
- Miesha Tate - ex campionessa dei pesi gallo femminili Strikeforce, ex campionessa dei pesi gallo femminili UFC
- Ronaldo Souza - ex campione dei pesi medi Strikeforce
- Bobby Southworth - ex campione dei pesi mediomassimi Strikeforce
- Marius Žaromskis - campione dei pesi welter Dream
- Paul Buentello - campione dei pesi massimi KOTC
- Jon Fitch
- Gray Maynard
- Mike Swick
- Todd Duffee
- Chabib Nurmagomedov - ex campione dei pesi leggeri Ultimate Fighting Championship
- Islam Machačev
- Richard Crunkilton
- Riki Fukuda
- Phil Davis
- Brian Ebersole
- Anthony Johnson
- Bobby Lashley - ex campione dei pesi massimi Shark Fights e XFL
- Brock Larson
- George Sotiropoulos
- Josh Koscheck
- Brandon Vera